# 114
Năm 114 là một năm trong lịch Julius. 